# Samson & Marie (album)
Samson & Marie is het eerste cd-album van de serie Samson en Marie. Het album verscheen op 25 september 2020. Op het album staan 2 singles van Samson en Marie (Samson & Marie en Grote rode luchtballon) en 10 hits van Samson en Gert. Op het album zijn de stemmen van Dirk Bosschaert als Samson en Marie Verhulst als Marie te horen zijn. De teksten zijn van Gert Verhulst, Danny Verbiest, Hans Bourlon, Ivo de Wijs en Steve Williaert.

## Tracklist
| Nr. | Titel                     | Duur |
| --- | ------------------------- | ---- |
| 1.  | Samson & Marie            | 2:35 |
| 2.  | Grote rode luchtballon    | 3:22 |
| 3.  | Samsonrock                | 2:31 |
| 4.  | Alles is op               | 2:46 |
| 5.  | Wij zijn bij de brandweer | 2:48 |
| 6.  | Ochtendgymnastiek         | 3:53 |
| 7.  | De wereld is mooi         | 2:46 |
| 8.  | In de disco               | 3:36 |
| 9.  | Wij gaan naar de maan     | 3:34 |
| 10. | Samen op de moto          | 3:29 |
| 11. | Oh la la la!              | 2:54 |
| 12. | Wij gaan vliegen          | 3:30 |

## Hits
Dit album stond in België van 3 oktober 2020 tot 16 januari 2021 (16 weken) in de Ultratop 50 (Vlaanderen) waarvan het 2 weken op nummer 3 stond.